# Sebastián Martos

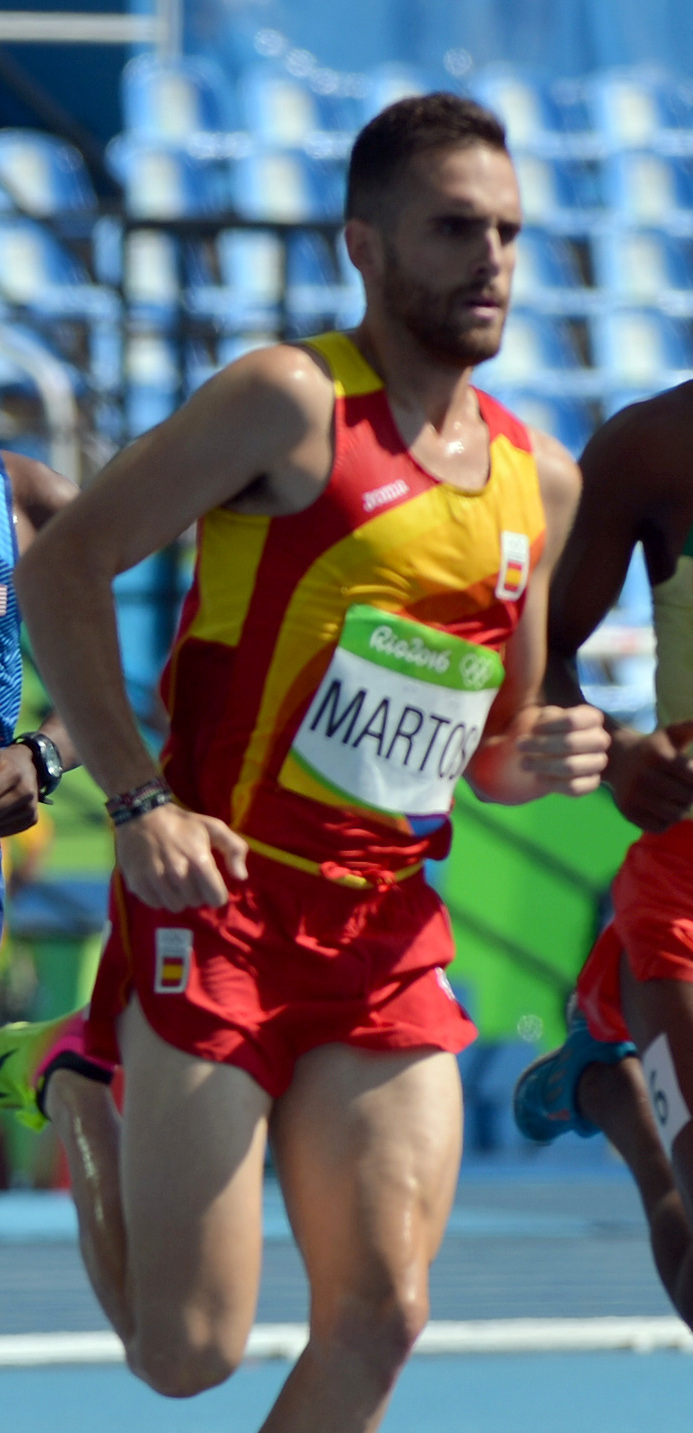
Sebastián Martos

Sebastián Martos (Sebastián Martos Roa; * 20. Juni 1989 in Huelma) ist ein spanischer Hindernisläufer.
2011 siegte er über 3000 Meter Hindernis bei den U23-Europameisterschaften in Ostrava.
2013 gewann er Silber bei der Universiade in Kasan und schied bei den Weltmeisterschaften in Moskau im Vorlauf aus.
Bei den Europameisterschaften 2014 in Zürich wurde er Vierter, und bei den Weltmeisterschaften 2015 in Peking kam er nicht über die erste Runde hinaus.
2015 wurde er Spanischer Meister über 3000 Meter Hindernis.

## Persönliche Bestzeiten
- 3000 m (Halle): 7:53,12 min, 19. Februar 2011, Valencia
- 3000 m Hindernis: 8:18,31 min, 12. Juni 2014, Huelva